# Physalis
Physalis hay chi Tầm bóp (/ˈfaɪsəlɪs/, /fɪ-/, /faɪˈseɪlɪs/, /-ˈsæ-/, bắt nguồn từ tiếng Latin φυσαλλίς : phusallís, nghĩa là 'bàng quang') là một chi gồm khoảng 75 đến 90 loài thực vật có hoa thuộc họ cà, có nguồn gốc từ Châu Mỹ và Châu Úc. Ít nhất 46 loài là đặc hữu của Mexico. Các loài này đã được du nhập đi khắp thế giới. Đặc điểm nổi bật của Physalis là lớp vỏ như giấy vốn là đài hoa bao bọc một phần hoặc toàn bộ quả. Nhiều loài trong số chúng có quả ăn được và một số loài được nuôi trồng.
Loại quả Physalis điển hình có kết cấu tương tự như một quả cà chua và giống như một loại nho thơm, ngọt. Một số loài, chẳng hạn như Thù lù lông và Physalis philadelphica đã được nhân giống thành nhiều giống cây trồng với hương vị khác nhau. Các quốc gia bao gồm Colombia, Ấn Độ và Mexico có thị trường buôn bán quả Physalis đáng kể. Quả của nhiều loài được gọi chung (theo tiếng Anh) là Physalis, Anh đào đất,  cà chua vỏ, anh đào vỏ, quả poha và quả mọng vàng. 

## Sự miêu tả
Các loài Physalis là cây thân thảo phát triển cao đến 3m, tương tự như cà chua thông thường, nhưng thường có thân cứng và thẳng hơn. Chúng có thể là loài thực vật hàng năm hoặc lâu năm. Hầu hết đều yêu cầu ánh nắng mặt trời đầy đủ và nhiệt độ tương đối ấm. Một số loài nhạy cảm với sương giá, nhưng những loài khác chịu được lạnh khi ngừng hoạt động vào mùa đông.

### Kỷ lục hóa thạch
Một số hóa thạch loài Physalis 52 triệu năm tuổi đã được tìm thấy ở Patagonia, được đặt tên là Physalis infinemundi.

## Trồng trọt và sử dụng

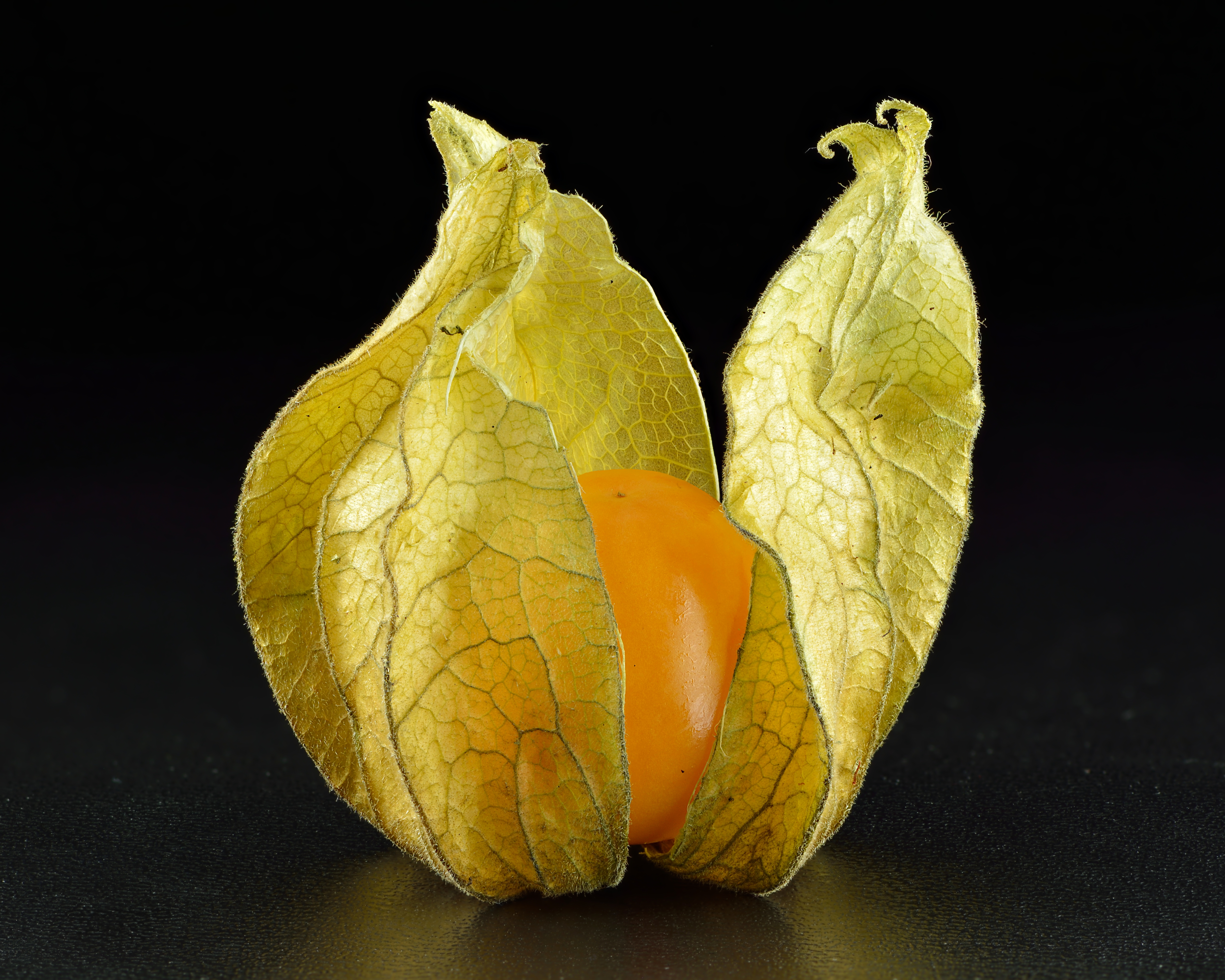
Quả Physalis peruviana có đài hoa đang nở

Ước tính việc sử dụng Physalis sớm nhất cho con người nằm trong khoảng từ 900 đến 5000 năm trước công nguyên. Các địa điểm khảo cổ củng cố giả thuyết sử dụng Physalis trong lịch sử làm thực phẩm của người dân bản địa ở khu vực ngày nay là miền bắc Mexico và một phần của Hoa Kỳ.
Quả Physalis rất giàu cryptoxanthin. Qu và thể ăn được  ăn sống như cà chua và dùng trong món salad. Một số loại được dùng trong  món tráng miệng, dùng làm hương liệu, làm chất bảo quản trái cây hoặc sấy khô và sử dụng như nho khô. Chúng chứa pectin và có thể được sử dụng làm nhân bánh. Anh đào đất còn được gọi là poha trong tiếng Hawaii, mứt poha còn là món tráng miệng truyền thống được làm từ cây Physalis trên quần đảo Hawaii.
Một tài liệu năm 2013 đã xác định được hơn một trăm sản phẩm với công dụng y tế của nhiều loài Physalis khác nhau ở Châu Mỹ. Các chế phẩm bao gồm tất cả các bộ phận của cây với các hình thức như thuốc sắc, dịch truyền và ngâm. Các chế phẩm thảo dược được sử dụng điều trị cả bệnh bên trong lẫn bên ngoài cơ thể.
Cây Physalis phát triển ở hầu hết các loại đất và phát triển rất tốt ở vùng đất nghèo dinh dưỡng và trong chậu. Chúng nhân giống bằng hạt và cần độ ẩm để phát triển cho đến khi đậu quả. Dễ bị nhiễm nhiều loại sâu và bệnh phổ biến trên cà chua, các loài rệp, bọ, ve bét và bọ khoai tây (Leptinotarsa juncta) cũng tấn công chúng.

Tại Louisiana, Mỹ đã từng phân loại nhầm Physalis subglabrata là một loại cây gây ảo giác và việc trồng nó cho mục đích khác ngoài việc trang trí bị cấm theo Đạo luật Tiểu bang 159 năm 2005. Ở vùng Gran Chaco - Nam Mỹ, việc tiêu thụ các loài Physalis làm thực phẩm đã giảm do những thay đổi về văn hóa xã hội và môi trường.

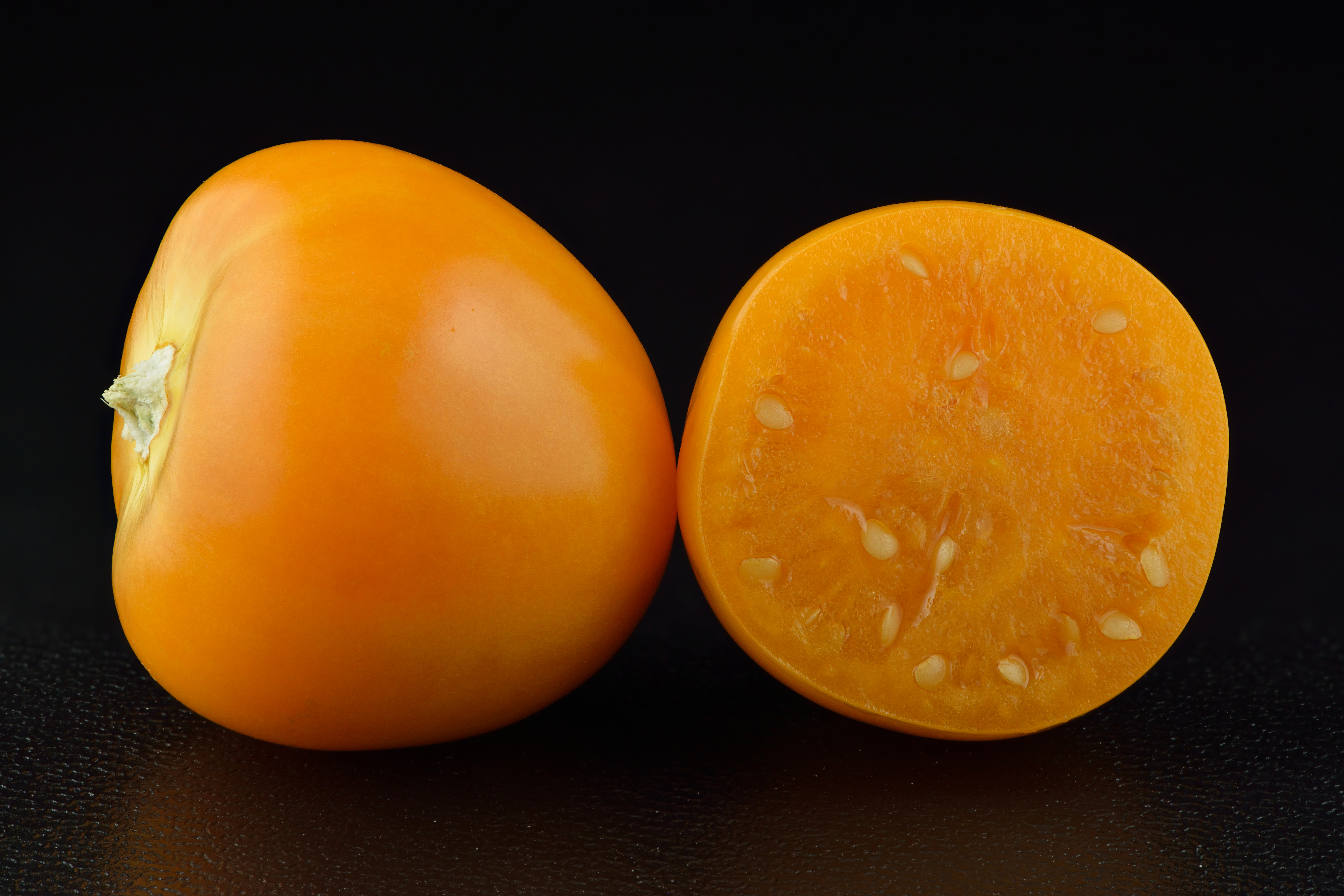
Quả của Physalis peruviana

## Phân chi và các mục
Physalis được chia thành các phân chi và mục. Có khoảng 75 đến 90 loài được đặt trong chi này.

### Phân chi Physalis Physalodendron
Tác giả: (G. Don) M. Martinez
- Physalis arborescens
- Physalis melanocystis

### Phân chi Physalis Rydbergis
Tác giả: Hendrych

#### Mục Angulatae
Tác giả: (Rydberg) M. Martinez
- Physalis acutifolia (Miers) Sandw.
- Physalis ampla Waterfall
- Physalis angulata L.
- Physalis carnosa Standley
- Physalis crassifolia Benth.
- Physalis ixocarpa Brot
- Physalis lagascae Roem. & Schult.
- Physalis microcarpa Urb. & Eckman
- Physalis minima Linnaeus
- Physalis philadelphica Lam.
- Physalis solanacea (Schlechtendal) Axelius [19]
- Thác Physalis sulphurea (Fernald)

#### Mục Campanulae
Tác giả: M. Martinez
- Physalis campanula Standl. & Steyerm.
- Physalis glutinosa Schltdl.

#### Mục Coztomatae
Tác giả: M. Martinez
- Physalis angustiphysa Waterfall
- Physalis cordata Mill.
- Physalis grisea Martínez
- Physalis ignota Britton
- Physalis latiphysa Waterfall.
- Physalis leptophylla BL Rob. & Greenm.
- Physalis minuta Griggs
- Physalis missouriensis Mackenzie & Bush – Anh đào đất Missouri
- Physalis neomexicana Rydberg
- Physalis nicandroides Schltdl
- Physalis patula Mill.
- Physalis porgeta Waterfall.
- Physalis pruinosa L

#### Mục Viscosae
Tác giả: (Rydberg) MY Menzel
- Physalis angustifolia Nuttall
- Physalis cinerascens (Dunal) A.S Hitchc.
- Physalis × elliottii Kunze [19]
- Physalis × elliottii nothovar. glabra Waterfall[19]
- Physalis mollis Nuttall
- Physalis vestita Waterfall
- Physalis viscosa Linnaeus
- Physalis walteri Nuttall

#### Mục Tehuacanae
Tác giả: M. Martinez
- Physalis tehuacanensis Waterfall.

#### Mục Epeteiorhiza
Tác giả: G. Don
- Physalis aggregata Waterfall
- Physalis angustior Waterfall
- Physalis chenopodifolia Lam.
- Physalis coztomatl Moc. & Sessé ex Dunal
- Physalis greenmanii Waterfall
- Physalis hintonii Waterfall
- Physalis jaliscensis Waterfall
- Physalis lassa Standley & Steyerm.
- Physalis lignescens Waterfall
- Physalis longilobaVargas, M. Martínez & Dávila[4]
- Physalis longipedicellata Waterfall
- Physalis mcvaughii Waterfall
- Physalis orizabae Dunal
- Physalis pennellii Waterfall
- Physalis philippiensis Fernald
- Physalis pringlei Greenman
- Physalis sancti-josephi Dunal
- Physalis subrepens Waterfall
- Physalis pubescens L.
- Physalis tamayoi Vargas, M. Martínez & Dávila [4]

#### Mục Lanceolatae
Tác giả: (Rydberg) MY Menzel
- Physalis arenicola Kearney
- Physalis caudella Standl.
- Physalis fendleri A. Grey [19]
- Physalis gracilis Miers
- Physalis hastatula hastula
- Physalis hederifolia A.Gray
- Physalis heterophylla Nees
- Physalis inrata Standley
- Physalis lanceolata Michaux [19]
- Physalis longifolia Nuttall
- Physalis macrosperma Pyne & ELBridges & Orzel [20]
- Physalis muelleri Waterfall
- Physalis peruviana L.
- Physalis pumila Nuttall
- Physalis queretaroensis M. Martinez & L. Hernandez
- Physalis sordida Fernald
- Physalis virginiana Mill.
- Physalis volubilis Waterfall.

#### Mục Rydbergae
Tác giả: M. Martinez
- Physalis minimaculata Waterfall.
- Physalis rydbergii Fernald

### Các loài không được xếp vào các phân chi hoặc mục
- † Physalis infinemundi Wilf và cộng sự. 2017 – Loài đã tuyệt chủng được phát hiện trong một hóa thạch từ tầng Ypres ở Patagonia [21]

### Các loài từng trong chi này
- Alkekengi officinarum Moench. (đồng nghĩa: P. alkekengi L)
- Calliphysalis carpenteri (Riddell) Whitson (đồng nghĩa: P. carpenteri Riddell)
- Darcyanthus vân sam (Hunz.) Hunz. NAHarriman (vai P. spruceana Hunz)
- Deprea orinocensis (Kunth) Raf. (đồng nghĩa: P. orinocensis Kunth)
- Leucophysalis grandiflora (Hook.) Rydb. (đồng nghĩa: P. grandiflora Hook)
- Quincula lobata (Torr.) Raf. (đồng nghĩa: P. lobata Torr.)
- Salpicroa origanifolia (Lam.) Baill. (đồng nghĩa: P. origanifolia Lam.)
- Withania somnifera (L.) Dunal (đồng nghĩa: P. somnifera Linnaeus)